# ATP Challenger Toluca de Lerdo
Der ATP Challenger Toluca de Lerdo (offiziell: Toluca de Lerdo Challenger) war ein Tennisturnier, das 1998 einmal in Toluca de Lerdo, Mexiko, stattfand. Es gehörte zur ATP Challenger Tour und wurde im Freien auf Sand gespielt.

## Liste der Sieger

### Einzel
| Jahr | Sieger        | Finalgegner  | Ergebnis      |
| ---- | ------------- | ------------ | ------------- |
| 1998 | Rogier Wassen | Gastón Etlis | 5:7, 6:1, 6:4 |

### Doppel
| Jahr | Sieger                              | Finalgegner                | Ergebnis |
| ---- | ----------------------------------- | -------------------------- | -------- |
| 1998 | Alejandro Hernández Mariano Sánchez | Edwin Kempes Rogier Wassen | 6:3, 6:4 |